# 天山岩黄耆
天山岩黄耆（学名：Hedysarum semenovii），为豆科岩黄耆属下的一个植物种。